# Герб Гатчины
Герб Гатчины — официальный символ города Гатчина. Был утверждён Павлом I 13 декабря 1800 года. 10 (23) ноября 1917 года был отменён, восстановлен в 1995 году. В 2004—2024 годах использовался как герб Гатчинского городского поселения, с 27 ноября 2024 года — как герб Гатчинского муниципального округа.
Внесён в Государственный геральдический регистр Российской Федерации под № 270.

## Описание
Щит пересечен. Вверху, в золотом поле, российский государственный двуглавый орел времен правления императора Павла I: черный с золотыми клювами и лапами и червлеными языками, увенчанный тремя императорскими коронами, из которых средняя больше, с золотыми скипетром и державой в лапах, с серебряным мальтийским крестом под короной Великого магистра Державного ордена святого Иоанна Иерусалимского (Суверенного военного Мальтийского ордена) на груди; поверх креста положен червленый щиток, обремененный золотым вензеловым именем императора Павла I. В лазоревом поле золотая литера «G».

Щит квадратный, с заострением внизу (французского типа).
Основные цвета герба: лазоревый (символизирует красоту, мягкость и величие), жёлтый (золотой) (символизирует богатство, справедливость и великодушие), червлёный (символизирует мужество, храбрость и неустрашимость), белый (символизирует невинность и чистоту). Императорский двуглавый орёл выполнен в чёрном цвете (символизирующем скромность и печаль, но в сочетании с фигурой орла утрачивающий эти свойства).
Фигуры: орёл — символ власти, господства, великодушия и прозорливости; короны (4 изображения) — признак власти; скипетр и держава — атрибуты власти.

## Особенности
У гатчинского герба есть несколько уникальных особенностей:
- На гербе в знак особой монаршей милости Павел I поместил свой императорский вензель. Императорские вензеля встречаются на гербах всего шести городов России: Царского Села (ныне город Пушкин) — «Е I» (вензель Екатерины I), Петергофа — «PPI» (Petrus Primus Imperator), Павловска — «ПМ» (Павел, Мария), Таганрога — «П I» (вензель Петра I), Екатеринодара (ныне город Краснодар) — «Е II» (вензель Екатерины II)) и Гатчины, причём только Павловск и Гатчина получили вензели на герб при жизни императора.
- Герб Гатчины является одним из четырёх российских гербов городов, имеющих в своём поле заглавную букву названия города (остальные — Верхотурье, Выборг и Мосальск).
- Также герб Гатчины является одним из четырнадцати российских гербов городов, имеющих в своём поле изображение двуглавого орла — элемента Государственного герба России (другие города, имеющие двуглавого орла на гербе: Велиж, Воронеж, Кизляр, Моздок, Новочеркасск, Оренбург, Осташков, Пятигорск, Себеж и др.).
- Герб Гатчины является одним из двух российских гербов, на которых изображена Мальтийская корона (наряду с гербом Павловска).

## История
Известно о нескольких неутверждённых проектах герба Гатчины:
- В 1859 году был разработан проект герба, на лазоревом щите которого была золотая литера «G», а в золотой главе щита чёрный императорский орёл.
- В 1882 году был разработан проект герба с червлёным полем и серебряным Мальтийским крестом на нём.

Герб города просуществовал до Октябрьской революции 1917 года, и был отменён декретом советского правительства от 10 (23) ноября 1917 года «Об уничтожении сословий и гражданских чинов».
В советское время был создан проект герба Гатчины, не получивший официального статуса: на щите французского типа, на белом поле воспроизведены изображения обелиска Коннетабль и трёх переплетённых эллиптических орбит электронов, указывающих на расположенный в городе институт ядерной физики. В главе герба была надпись «Гатчина», а в оконечье — цифры «1796», надписи были жёлтого цвета. Глава герба червлёного цвета, оконечье — зелёного цвета (символ надежды, изобилия, свободы). Герб выпускался в виде сувенирных значков.
Современный герб города утверждён решением представительного собрания города Гатчины № 15 от 4 октября 1995 года и представляет собой копию герба Павловского времени. 18 марта 1998 года постановлением главы города № 151 утверждено «Положение о гербе города Гатчины», в котором описание герба звучало так:

Щит пересечён. Вверху, в золотом поле, российский государственный двуглавый орёл времен правления императора Павла I; чёрный с золотыми клювами и лапами, с червлёными (красными) языками, увенчанный тремя императорскими коронами, из которых средняя больше, с золотыми скипетром и державой в лапах, с серебряным мальтийским крестом под короной Великого магистра Державного ордена святого Иоанна Иерусалимского (Суверенного военного Мальтийского ордена) на груди; поверх креста положен червленый щиток, обременённый золотым вензелевым именем Павла I под императорской короной. Внизу, в лазоревом (синем, голубом) поле золотая литера «G».

В мае 2024 года Гатчинский район был преобразован в Гатчинский муниципальный округ. При этом все муниципальные образования, существовавшие в составе Гатчинского района (включая Гатчинское городское поселение), утратили муниципальный статус.
11 ноября 2024 года рабочая группа по разработке герба и флага округа одобрила предложенные герб и флаг Гатчинского муниципального округа. Гербом округа предложено сделать городской герб Гатчины. Вскоре после заседания рабочей группы официальные символы Гатчинского МО утверждены Решением совета депутатов Гатчинского муниципального округа от 15 ноября 2024 года № 49 «Об официальных символах Гатчинского муниципального округа и порядке их официального использования». Рисунок и описание герба соответствовали предложенным рабочей группой:

Исторический герб Гатчины: Щит разделен пополам. В верхней, золотой, половине государственный двуглавый орел, увенчанный тремя императорскими коронами, имеющий на груди червленый щиток с вензелевым изображением имени императора Павла I; за щитком крест державного ордена св. Иоанна Иерусалимского, покрытый Мальтийскою короною. В нижней, лазоревой, части литера Г.

Видимо после полученных от Геральдического совета замечаний принято Решение совета депутатов Гатчинского муниципального округа от 22 ноября 2024 года № 72 «О приостановлении действия решения № 49 от 15.11.2024 „Об официальных символах Гатчинского муниципального округа и порядке их официального использования“».
Решением Совета депутатов Гатчинского МО от 27 ноября 2024 года № 94 официальные символы Гатчинского муниципального округа утверждены. Гербом муниципального округа стал герб города Гатчины, утвержденный в 1995 году, но с учётом некоторых поправок, предложенных Геральдическим советом: так, например, лазоревое поле увеличилось в размерах примерно до половины щита, мальтийская корона получила новую прорисовку: теперь представлено пять видимых дуг, а не три; уточнен текст описания герба, которое было сформулировано в окончательном виде.